# 南下 (电视剧)
《南下》是山东影视集团在2009年出资、拍摄的庆祝中华人民共和国成立60周年的40集献礼剧。2010年1月1日，在齐鲁电视台晚间白金剧场首播。1月29日，在山东、四川、吉林、黑龙江卫视进行全国首播。
《南下》是中国首部以南下干部为主角的电视剧。讲述中华人民共和国成立前后，来自山东解放区的南下干部孟思远等人响应中共中央号召，从农村“泥腿子”成长为城市管理者的故事。赵冬苓将剧集“分为‘南下过程’、‘在上海’和‘到浙江剿匪’三部分”。

## 制作、播出
电视剧历经三年筹备，总投资4000万元人民币。2008年9月开始，编剧赵冬苓从山东开始，奔波江苏、浙江、上海、福建，采访数十位南下干部及其家属，整理出第一手资料。根据这些资料，编写剧本。
2009年4月1日，剧组在山东省开始电视剧的拍摄。4月12日，剧组暂停拍摄，在枣庄市的一家葡萄庄园，正式举行电视剧开机仪式。剧中演员杜淳、李小冉、印小天、梁林琳、车晓，以及王奎荣参加开机仪式。中共山东省委常委、宣传部长李群出席。当在开机上被问及会不会在剧中说山东方言时，印小天说虽然主角全是山东籍南下干部，但剧中人物全说普通话，不说方言，在需要体现地方特色时，才会技巧性地用一些口头语。所以，方言问题对演员构不成挑战。
除在山东拍摄外，剧组在江苏、浙江、上海进行拍摄。7月11日，在上海杀青。剧组将在北京进行后期制作，预计在2009年国庆节前完成制作。
2009年12月30日上午，在山东电视台演播厅举行《南下》全国首映式。导演王文杰，编剧赵冬苓，演员杜淳、刘之冰、李依晓、梁林琳、劉奕君参加首映式。2010年1月1日，在齐鲁电视台晚间白金剧场进行全国首播。根据央视索福瑞山东省网收视数据，山东省网平均收视率达到8.46%，收视最高点15.8%。1月29日，在山东、四川、吉林、黑龙江卫视进行全国首播。

## 人物简介
| 演员   | 角色     | 简介 |
| 杜 淳  | 孟思远   | 农村青年，农民的儿子，南下干部。 孟思远服从组织决定南下后，在不断犯错误的过程中一步步成长起来，成为城市管理者。 |
| 李小冉 | 周 玉    | 对孟思远默默守候、付出，两人相爱相爱相知，却不能相守，孟思远因对战友的承诺放弃两人的感情。 |
| 刘之冰 | 唐志先   | 地委书记、南下纵队大队长。受过良好教育、大地主家庭出身的革命者。 抗日战争期间，父母变卖家产支持八路军，他的父母、妻子、孩子因此被日军杀害。 父亲留给他的派克金笔是他唯一保留的遗物。后来，他将金笔送给司徒梅作为定情信物。 |
| 印小天 | 王三成   | 神枪手，军人。 王三成与孟思远是生死与共的好兄弟。 |
| 车 晓  | 司徒梅   | 性格要强的女军人。 孟思远最初的暗恋对象。 |
| 李依晓 | 玉 秀    | 孟思远妻子，战友的妹妹。 没有文化的农村妇女，性格刁蛮、泼辣。“一根筋爱着孟思远爱到疯狂的地步”，但孟思远却爱着别人。 |
| 劉奕君 | 陈家善   | |
| 刘小浩 | 常 山    | |
| 萨日娜 | 孟 母    | |
| 梁林琳 | 姜天美   | |
| 李 帅  | 娄 振    | |
| 赵 超  | 刘小钟   | |
| 高 明  | 司徒望平 | |
| 周野芒 | 孙向本   | 资本家 最初，孙向本与南下干部展开激烈的明争暗斗，随后出于对共产党的敬畏又转身投入革命。 |
| 严晓频 | 孙太太   | 孙向本妻子。 |